# Henning Kraggerud
Henning Kraggerud, né le 23 juin 1973 à Oslo, Norvège, est un musicien norvégien (violon et alto) et compositeur. Il s'est imposé comme l'un des solistes internationaux les plus remarquables de la Scandinavie.

## Biographie
Kraggerud est né à Oslo. Il étudie avec Camilla Wicks, Emanuel Hurwitz et Stephan Barratt-Due, avant de se lancer dans une carrière qui lui a valu des apparitions solos en Europe, en Russie et aux États-Unis, avec de grands orchestres et en collaboration avec les chefs les plus distingués. Il a fait ses débuts américains en récital en 1998 à Carnegie Hall, et a collaboré à des récitals et à des performances de musique de chambre avec les collègues les plus doués. Il est réputé pour sa qualité d’altiste remarquable et jouit d’une excellente réputation en tant que chef soliste d’orchestres de chambre et de sinfoniettas. Il est habile à improviser et est un compositeur expérimenté. Il écrit également des arrangements musicaux et ses propres cadences.
Henning Kraggerud joue sur un Guarneri del Gesù de 1744.
En avril 2025, il est nommé partenaire artistique et chef d'orchestre de l'Irish Chamber Orchestra pour trois ans à compter d'août 2025.

## Discographie (sélection)

### Albums solo
- 2008 : Eugène Ysaÿe : Six sonates pour violon seul (Simax Classics)

### Comme soliste
- 1997 : Grieg : Fiolinsonater Nr. 1-3 (Naxos Music), avec Helge Kjekshus (piano)
- 1999 : Bull, Halvorsen, Grieg, Sinding, Svendsen : Les favoris norvégiens pour violon (musique Naxos), avec «l'Orchestre symphonique Razumovsky», direction : Bjarte Engeset
- 2003 : Johan Svendsen : Quatuor à cordes • Quintette à cordes (cpo), avec Oslo String Quartet
- 2004 : Sibelius, Sinding : Concertos pour violon (Naxos Music), avec Oslo String Quartet
- 2008 : Sinding : Musikk Pour Fiolin Og Klaver (Naxos Music), avec Christian Ihle Hadland
- 2009 : Christian Sinding : Musique pour violon et piano • 1 (Suite Im Alten Stil, Op. 10 • Valses, Op. 59) (Naxos Music), avec Christian Ihle Hadland
- 2009 : Christian Sinding : musique pour violon et piano • 2 (musique de Naxos), avec Christian Ihle Hadland
- 2011 : Mozart : Divertimento en mi bémol majeur (musique de Naxos), avec Lars Anders Tomter (alto) et Christoph Richter (violoncelle)
- 2012 : Nordic Violin Favourites (Naxos Music), avec «Dalasinfoniettan», direction : Bjarte Engeset
- 2016 : Mozart : Concertos pour violon n ° 3, 4 et 5 (Naxos Music), avec l'orchestre de chambre norvégien

### Travaux collaboratifs
- 2012 : Last Spring (ATC), avec Bugge Wesseltoft